# ターニャ・テイト
ターニャ・テイト（Tanya Tate, 1979年3月31日 - ）は、アメリカ合衆国のポルノ女優。イギリス・リヴァプール出身。2023年にXRCO殿堂入り。

## ギャラリー

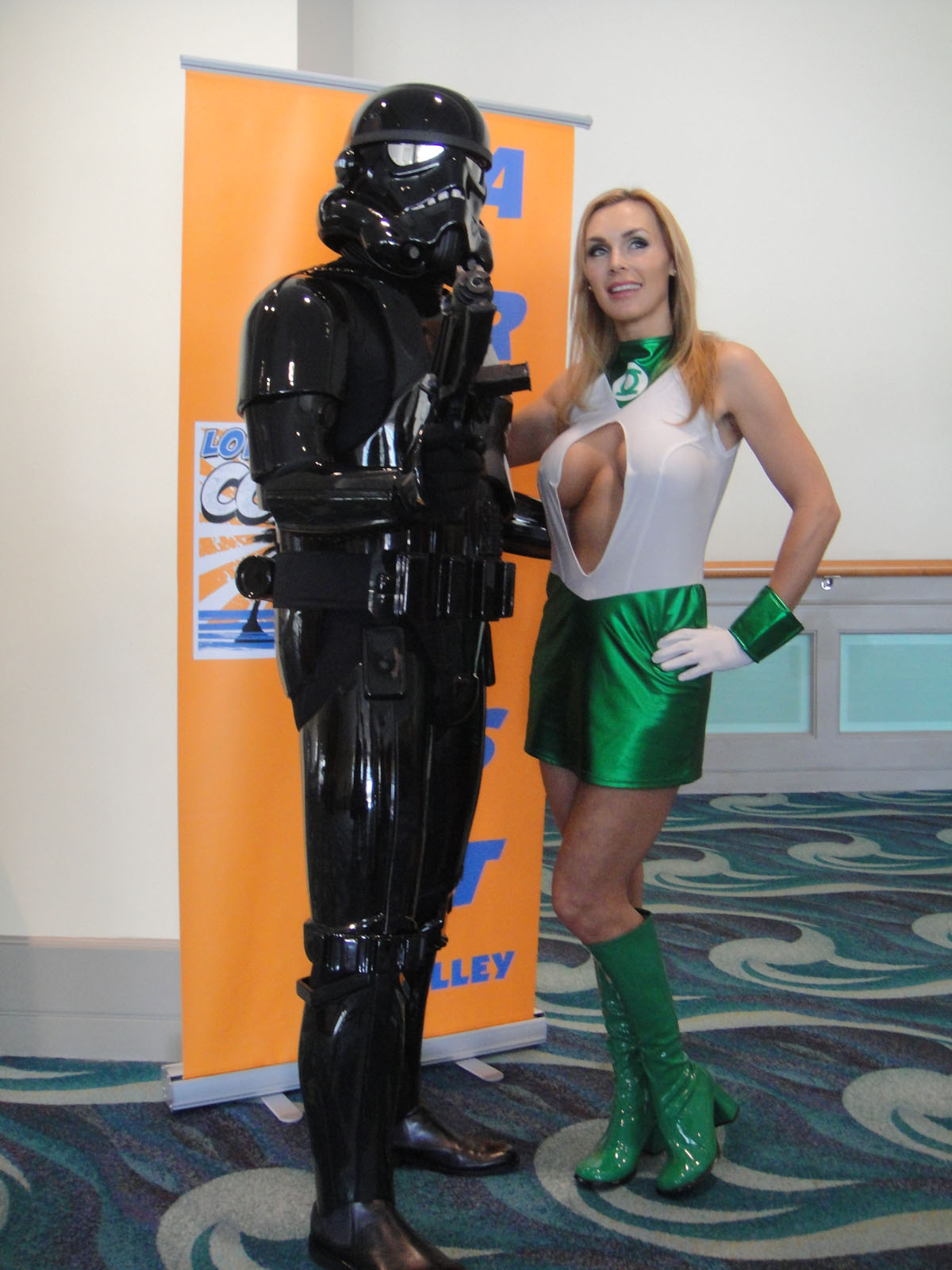
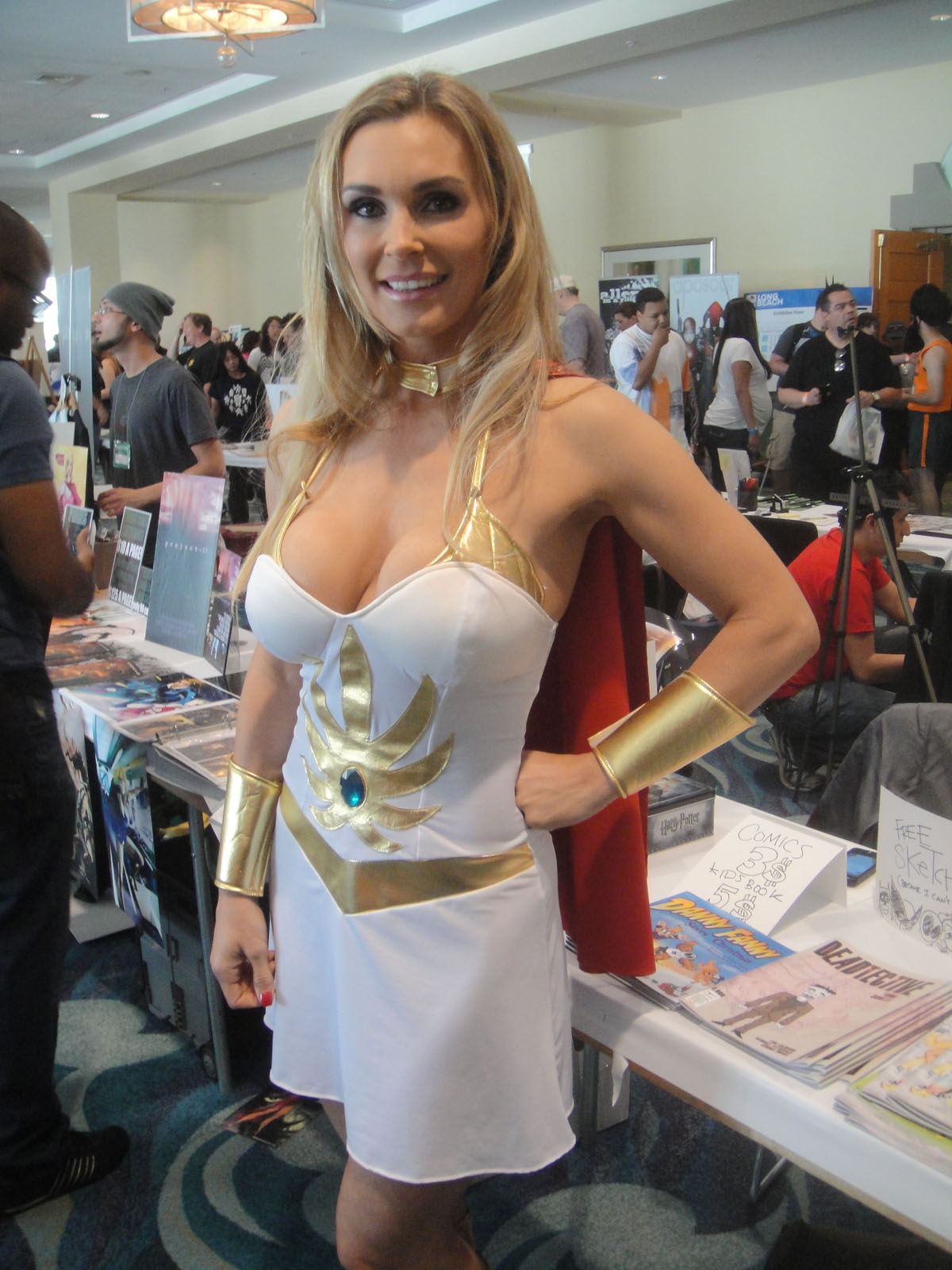
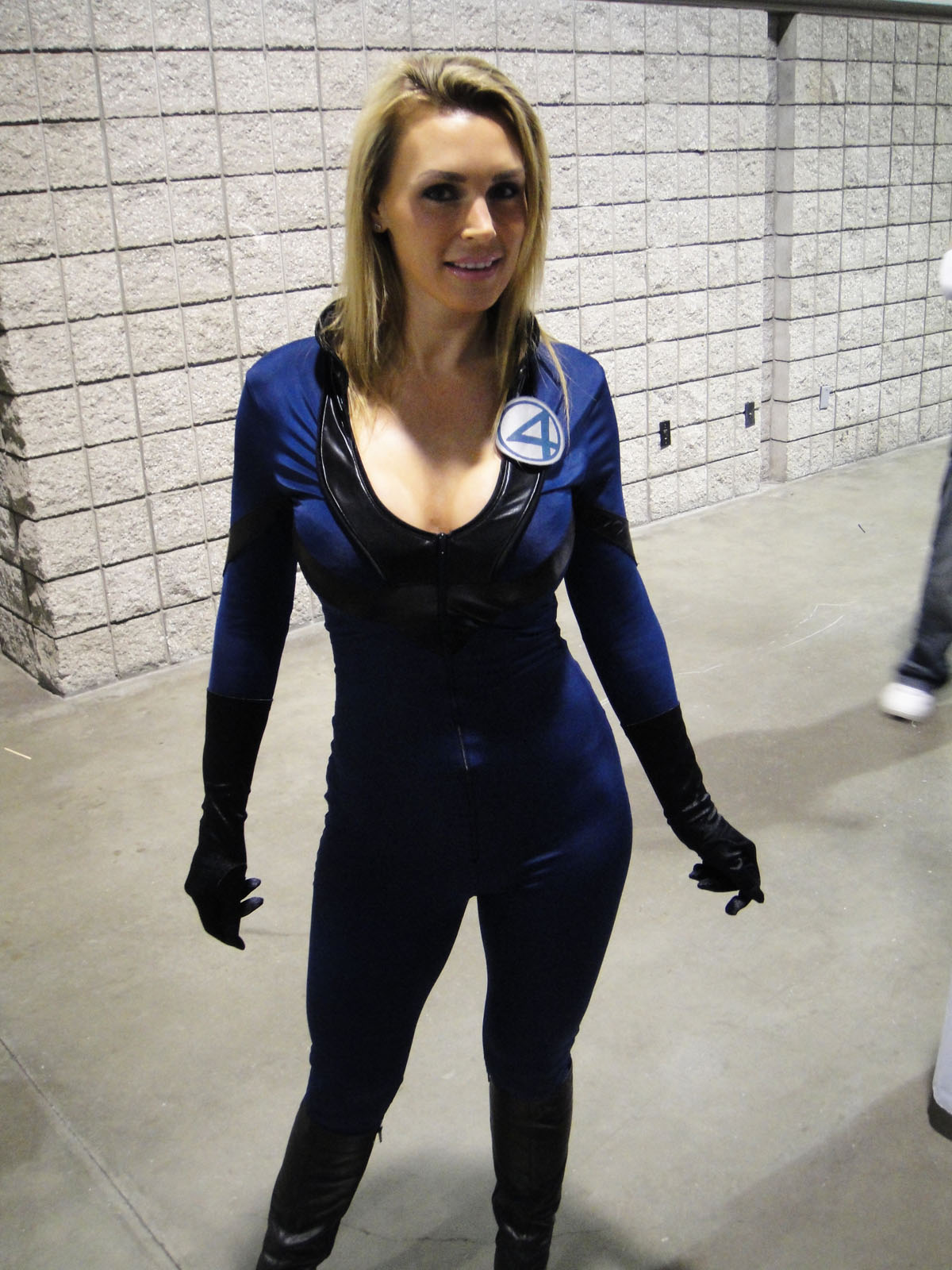

## 人物
子どもが1人いる。

## 出演作品
- スパルタカス・クィーン 欲望と戦いの伝説
- 羊たちの現実